# Felsőoroszi
Felsőoroszi (románul: Urisiu de Sus) falu Romániában, Maros megyében.

## Története
Alsóköhér község része. A trianoni békeszerződésig Maros-Torda vármegye Régeni alsó járásához tartozott.

## Népessége
2002-ben 392 lakosa volt, ebből 479 román, 34 cigány és 3 magyar.

## Vallások
A falu lakói közül  505-en ortodox hitűek, 6-an adventisták.